# Boophis pyrrhus
A Boophis pyrrhus a kétéltűek (Amphibia) osztályába, a békák (Anura) rendjébe és az aranybékafélék (Mantellidae) családjába tartozó faj. Neve a görög pyrrhos (vörös) szóból ered, ami színére utal.

## Előfordulása
A faj Madagaszkár endemikus faja. 450 és 915 méteres magasság között honos az Ambatovaky speciális természetvédelmi területen és a Ranomafana Nemzeti Parkban.

## Megjelenése
Kis méretű békafaj. A hímek hossza 26–32 mm, a nőstényeké 37 mm. Háti bőre sima. Háta bézs, narancs vagy vörösesbarna színű, számos apró vörös pettyel tarkítva. Hasi oldala fehér. A hímeknek feltűnő hüvelykvánkosa és mérsékelten nyújtható szimpla hanghólyagja van.